# Network 10
Network 10 (Rede 10), ou Channel 10 (Canal 10), é a maior e mais assistida rede de televisão da Austrália. As emissoras próprias da rede podem ser encontrados em Sydney, Melbourne, Brisbane, Adelaide e Perth, enquanto as filiais se encontram espalhadas na maior parte do país. Ten consistentemente taxas terceiro entre todos os canais nos cinco maiores cidades da Austrália, atrás da Seven Network e Nine Network.

## História

### Começo
Desde a introdução da TV em 1956 até 1965, havia apenas duas redes de televisão comercial na Austrália, Nine Network e da Rede Sete, e a emissora pública da Australian Broadcasting Corporation. No entanto, no início dos anos 1960, o governo federal começou a angariar a ideia de licenciar um terceiro canal de televisão comercial em cada cidade. Esta decisão foi vista por alguns como um caminho para o governo para desarmar crescente insatisfação pública com o domínio da programação no exterior importados e da escassez de conteúdo local.
Estruturalmente, a indústria da televisão australiana foi modelado a partir do sistema de dois níveis que tinha sido no lugar do rádio brasileiro desde a década de 1930. Uma camada composta de uma rede de estações de televisão pública financiada gerido pela Australian Broadcasting Corporation, que foi financiada pela dotação orçamental do governo e (até 1972), pelas taxas de licenças telespectador. O segundo nível consistiu das redes comerciais e estações independentes pertencentes a operadores privados, cujos rendimentos veio da venda de espaço publicitário.
Fundada em 1965, a nova rede de televisão foi inicialmente apelidado de "Independent Television System" ou na sua, mas em 1970 adotou o título de A Rede 0-10 que refletia os nomes dos dois primeiros postos no grupo. No início de 1990, Ten também se referiu a si mesmo pela backronym "A Rede Entertainment" em promoções da rede.
ATV-0 em Melbourne abriu em 1 de agosto de 1964, e foi possuída pelo transporte Ansett e do grupo de mídia, que na época possuía uma das duas companhias aéreas nacionais da Austrália. RT-10, em Sydney, que foi inaugurado em 5 de abril de 1965, foi inicialmente detida pelo Reino Telecasters Sydney Ltd (UTSL).

### 1970
Ao longo dos próximos anos, mais estações abertas em outras capitais e centros regionais, e gradualmente estas novas estações afiliadas com a Rede 0-10. Mas a rede Seven and the Nine Network já estavam bem entrincheirados, e para os primeiros cinco anos da Rede 0-10 levou uma mão à existência de aftosa. Até o início da década de 1970 a rede estava em uma situação financeira precária e não havia previsões de que ele iria fracassar.
A rede de salvação veio graças ao adulto novela Serial Number 96, que estreou em março de 1972. A série abriu novos caminhos para a televisão australiana e capturou a imaginação dos espectadores, como alguns programas antes ou depois. Para os próximos três anos, foi consistentemente superior da Austrália programa de televisão de classificação e, não surpreendentemente, a sua enorme popularidade atraiu anunciantes Ten em massa, de modo que sua receita explodiu de apenas US $ 1 milhão em 1971 para mais de US $ 10 milhões em 1972.

No entanto, o padrão de classificação dominante já estava definido, e desde meados da década de 1960 houve desvio pouco da classificação predominante, com o Nine Network tipicamente em primeiro lugar, a sete segundos de Rede, Network Ten terceiro e quarto programa de TV ABC.
A evolução gradual da rede dez em sua forma atual tem suas origens nas tentativas em curso pelo magnata da mídia Rupert Murdoch para adquirir uma licença de televisão comercial premiado no maior mercado da cidade capital da Austrália, Sydney. Isso começou quando a News Ltd Murdoch comprou a estação de Wollongong WIN Televisão no início dos anos 1960, na mesma época que ele comprou Festival Records. Em 1977, frustrado por blocos de regulamentação que o impedia de expansão no mercado de Sydney, Murdoch vendidos WIN Televisão e comprou uma participação de 46% em dez Sydney.
Em 1979, Murdoch fez uma oferta pública de aquisição para o sucesso baseado em Melbourne Herald e semanal do grupo de mídia. Embora a tentativa fracassada, ele ganhou uma participação de 50% em Ansett, que assim lhe deu o controle do Canal 0 em Melbourne. Quando Murdoch se tornou um cidadão americano em 1985, para que pudesse expandir seu império de mídia nos Estados Unidos, as leis da Austrália propriedade dos media obrigou a alienar as estações de televisão emblemática, que foram vendidas a Northern Star, uma ramificação do Grupo Westfield conglomerado controlado pelo magnata Frank Lowy.

### 1980
Transição de ATV em 20 de janeiro de 1980, a Rede 0-10 ficou conhecido como Network Ten reflectir-0 para ATV-10 -, embora a estação de Brisbane continuou a transmissão como TVQ-0, até 10 de setembro de 1988. Em 27 de dezembro de 1987, Adelaide SAS-10 ADS-7 deu os direitos de filiação de Network Ten, e tornou-se conhecido como ADS-10.
Northern Star foi duramente atingida pelo crash da bolsa em 1987, tendo sobrecapitalizada sobre a rede dez aquisição, e em 1989 Westfield Network Ten vendido a um consórcio liderado por Charles Curran e ex-jornalista da televisão Steve Cosser.
1988 viu finalmente o lançamento de novos-10, em Perth, após a introdução de instalações feitas por satélite é econômico para a rede de transmissão de Austrália Ocidental.
Em 1989, o Ten's ratings estavam em declínio, assim, 23 de julho de 1989, recentemente recrutado Shanks rede chefe Bob relançada Rede TV 10 Dez, Austrália e introduziu diversos novos programas, incluindo quatro novas mostras de jogo em horário nobre. No entanto, até o final de 1989, as avaliações não tinha melhorado e a maioria dos novos programas foram cancelados.

### 1990
Em 1990, tanto Network Ten e da Rede Sete pediu concordata. Em 1992, as estações da rede da capitânia foram vendidos para a empresa canadense CanWest grupo de mídia, que detinha uma participação de controlo na rede até 2009. Dez também tem um acordo de transmissão da filial com a Southern Cross Broadcasting, que possui numerosas estações regionais em New South Wales, Victoria, Queensland e Tasmânia.
Network Ten foi quase dobrado no Seven Network no início de 1990, mas devido ao poder de lobby do bilionário Kerry Packer, ex-proprietário do Nine Network, este era resistir com êxito.

### 2000
Network Ten teve seu melhor ano desde 1970, em 2004, em uma fase de ameaçando ultrapassar Channel Seven como segunda classificada para a segunda longa-líder Channel Nine. No entanto para a rede dez avaliações foram média, sempre terminando em 3 votos a cada ano desde 2000.
Em 2005, foi revelado que Canwest estava em discussões com o jornal editor John Fairfax Holdings sobre uma possível venda da rede, depois que o governo federal havia indicado que possa considerar relaxante mídia da Austrália cruzada leis de propriedade. Anteriormente, os proprietários do jornal não poderia próprias estações de televisão na mesma cidade. Fairfax propriedade da Rede Sete, até meados de 1980, e foi à procura de um caminho de volta para a televisão por muito tempo.
Em 21 de agosto de 2005, a rede comemorou o seu 40 º aniversário com um pacote de dois destaques hora chamado Ten: Sério 40 hospedado por Bert Newton e Rove McManus.
De 2006 a 2008, Ten foi a emissora oficial de Eva a Sydney New Year's Fireworks. Os direitos já retornaram para o Nine Network a partir de 2009.
Junto com a Seven Network, Network Ten pago AUD 780 milhões dólares para os direitos da Liga Australiana de Futebol. [1] Alguns comentaristas da mídia, no entanto, acreditam que o número pode ter sido superfaturada dado o fato de que ambos os sete e dez anos lutou para onsell jogos Pagar provedor de TV Foxtel. Ten eventualmente negociado um acordo que viu Foxtel obter os direitos de 4 jogos ao vivo cada rodada, bem como direitos de reprodução para todos os jogos, demonstrou a sua Um canal Fox Sports. Foxtel vai pagar cerca de US $ 50 milhões por ano para esses direitos.
Em 7 de agosto de 2007, e Network Ten Foxtel oficialmente assinado um novo acordo que permite Ten do sinal digital para ser transmitida via cabo Foxtel e serviços por satélite. Antes disso, a Network Ten só foi transmitida via cabo em Foxtel em um formato analógico e Austar em DST Digital via Mystar. Da mesma forma em outubro de 2007, a Network Ten e Optimus anunciou que dez de sinal digital estará disponível em sua rede de cabo de 1 de dezembro de 2007.
Em 14 de setembro de 2007, anunciou oficialmente Network Ten Ten HD, o primeiro canal de televisão novo comercial nas áreas metropolitanas da Austrália desde 1988. Em 16 de dezembro de 2007, Ten HD foi lançado oficialmente com o filme em HD, Black Hawk Down. Ten HD deixou de emitir em 25 de março de 2009 para ser substituído por um esporte só de High Defenition canal, One HD .
Em 8 de outubro de 2008, a Network Ten foi infracted para usar propaganda subliminar (use a sua pelas emissoras de ser ilegal na Austrália), durante o Aria Awards 2007, mas a autoridade mídia não punir a emissora. 
The Australian Communications and Media Authority (ACMA) encontrado Network Ten culpado de infringir as Commercial Television Industry Code of Practice durante a transmissão dos 2.007 ARIA Music Awards em 28 de Outubro.
Em 24 de setembro de 2009, Canwest anunciou que estava vendendo sua participação de 50,1% em dez Network Holdings A dólares para 680 milhões dólares, a fim de pagar a sua dívida significativa. Como resultado, Canwest mais recentemente pediu a falência.

## Programação
Em 17 de novembro de 2006, a Network Ten revelou sua linha de programa para 2007. Foi anunciado que todos os dez de franquias brasileiro e no exterior iria voltar. Network Ten iniciou um novo contrato de fornecimento de programa com a 20th Century Fox, que anteriormente era realizada pela Seven Network. Ten também iniciou um novo contrato de fornecimento com o programa da CBS Corporation, que inclui a divisão de notícias, que tinha sido alinhados com o Nine Network por muitas décadas. Ten's chief executive officer, Grant Blackley, e diretor de programação principal, David Mott, lançou dez programação de 2007 no State Theatre de Sydney.
Dez de programação de programação Austrália consiste em programas de televisão, incluindo: 9, com David e Kim, Australian Idol, Ready Steady Cook, The Biggest Loser, vizinhos, Rove, antes do jogo, Out of the Blue, Talkin  Bout sua geração, recrutas, MasterChef Austrália, So You Think You Can Dance Austrália, o projeto de 7 e Good News Week.
Network Ten depende fortemente de CBS e Fox de produção audiovisual. Os Simpsons foi um grampo da rede por quase duas décadas, com episódios de repetição de triagem diária às 6 da noite. Outros programação no exterior em dez inclui, Futurama, Dr House, Late Show with David Letterman, Law & Order, Law & Order: Criminal Intent, Law & Order: Special Victims Unit, Law & Order: UK, Medium, NCIS, Numb3rs, Supernatural, The Biggest Loser, So You Think You Can Dance, The Office, Rules of Engagement, Californication, Dexter, One Tree Hill, 90210, Harper's Island, Cops, Life On Mars. Lie to Me, Worst Week, The Bold and the Beautiful, Life, The Oprah Winfrey Show, Dr. Phil, Judge Judy, Glee, Total Drama Island, Total Action Drama, The Penguins of Madagascar e Merlin.
Network Ten atualmente transmite o cinema da 20th Century Fox e Paramount Pictures, como resultado de seus negócios de saída do estúdio.
A rede também emitir títulos do catálogo da Columbia Pictures / Sony Pictures produzidos antes de 2007 ea Universal Pictures produzido antes de 2008. Os direitos de transmissão mais recentes títulos da Columbia / Sony e Universal agora pertencem ao Nine Network e da Rede Sete, respectivamente.

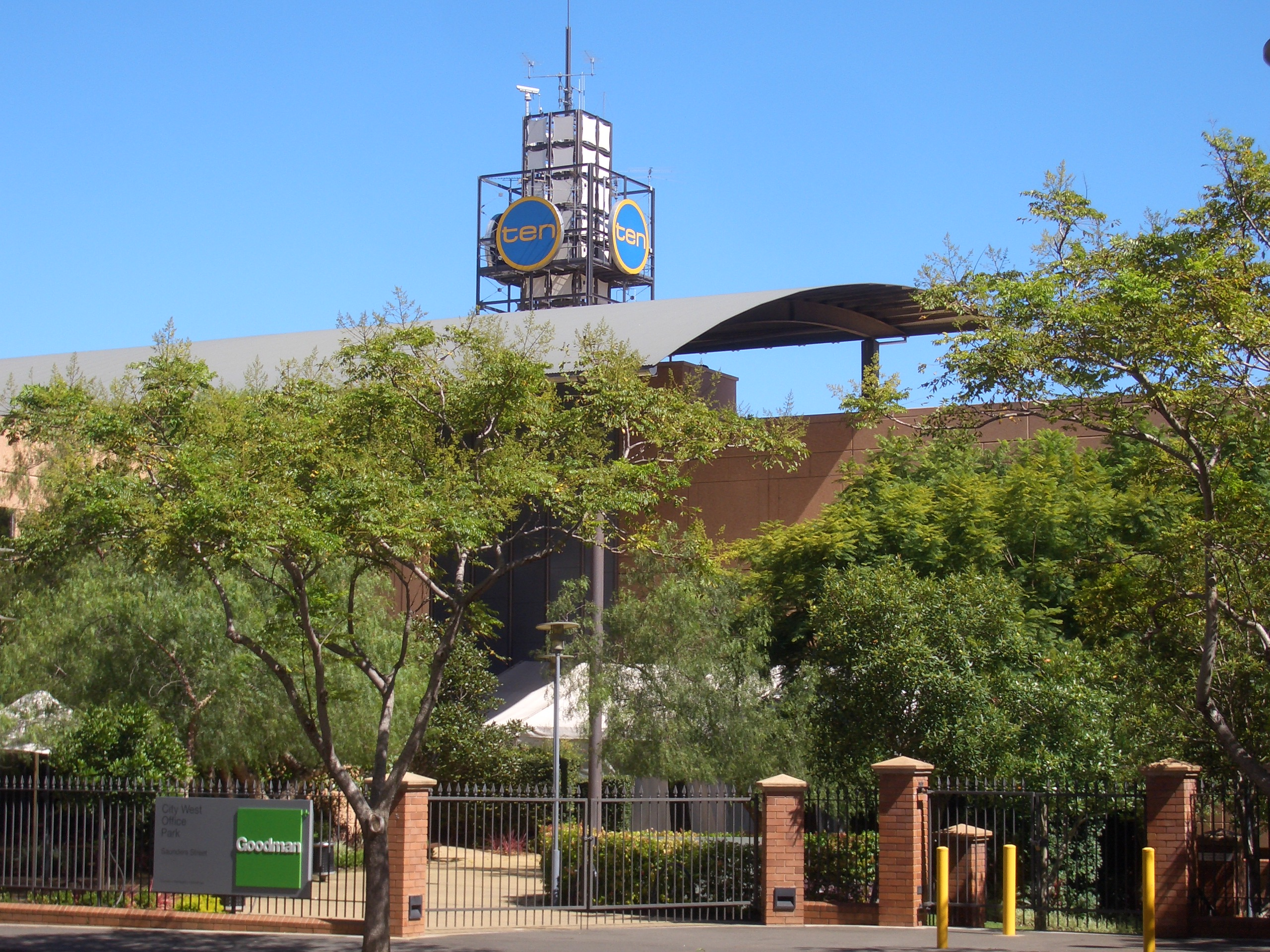
Sede da Network Ten em Sydney